# Дергачевка (Башкортостан)
Дергачевка (баш. Дергачевка) — деревня в Стерлитамакском районе Республики Башкортостан Российской Федерации. Входит в состав Первомайского сельсовета.

## История
До 19.11.2008 г. — административный центр Дергачевского сельсовета.

## География

### Географическое положение
Расстояние до:
- районного центра (Стерлитамак): 48 км,
- центра сельсовета (Первомайское): 20 км,
- ближайшей ж/д станции (Стерлитамак): 48 км.

## Население
| 2002 | 2009 | 2010 |
| ---- | ---- | ---- |
| 345  | ↗357 | ↘298 |

Национальный состав
Согласно переписи 2002 года, преобладающая национальность — чуваши (43 %).